# Gertrud von Schlieben

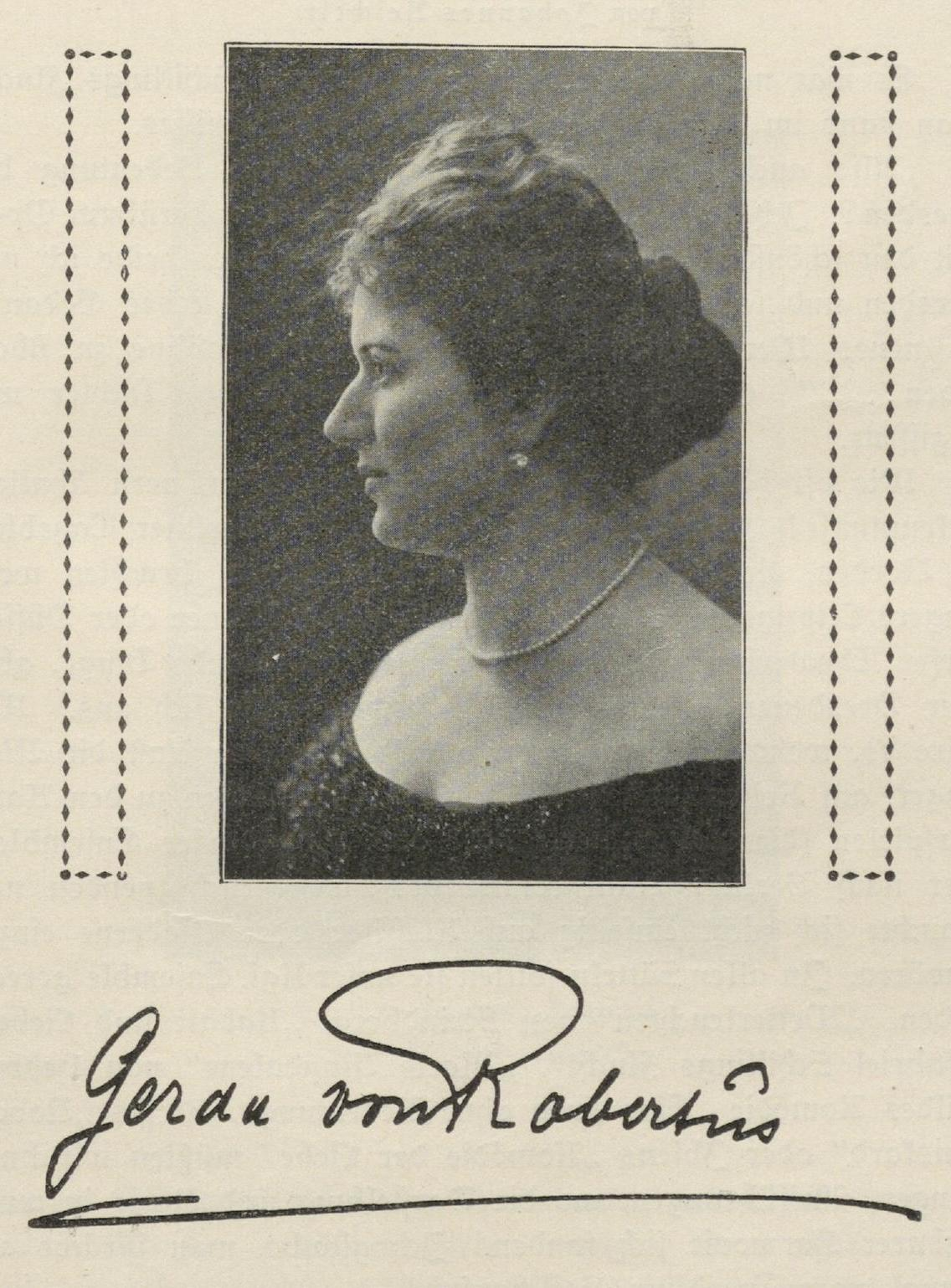
Gerda von Robertus / Gertrud von Schlieben, um 1914

Gertrud Emily von Schlieben, verh. Borngräber (* 20. Januar 1873 in Dresden; † 27. Juli 1939 ebenda) war eine deutsche Schriftstellerin, die unter dem Pseudonym Gerda von Robertus schrieb. 

## Leben

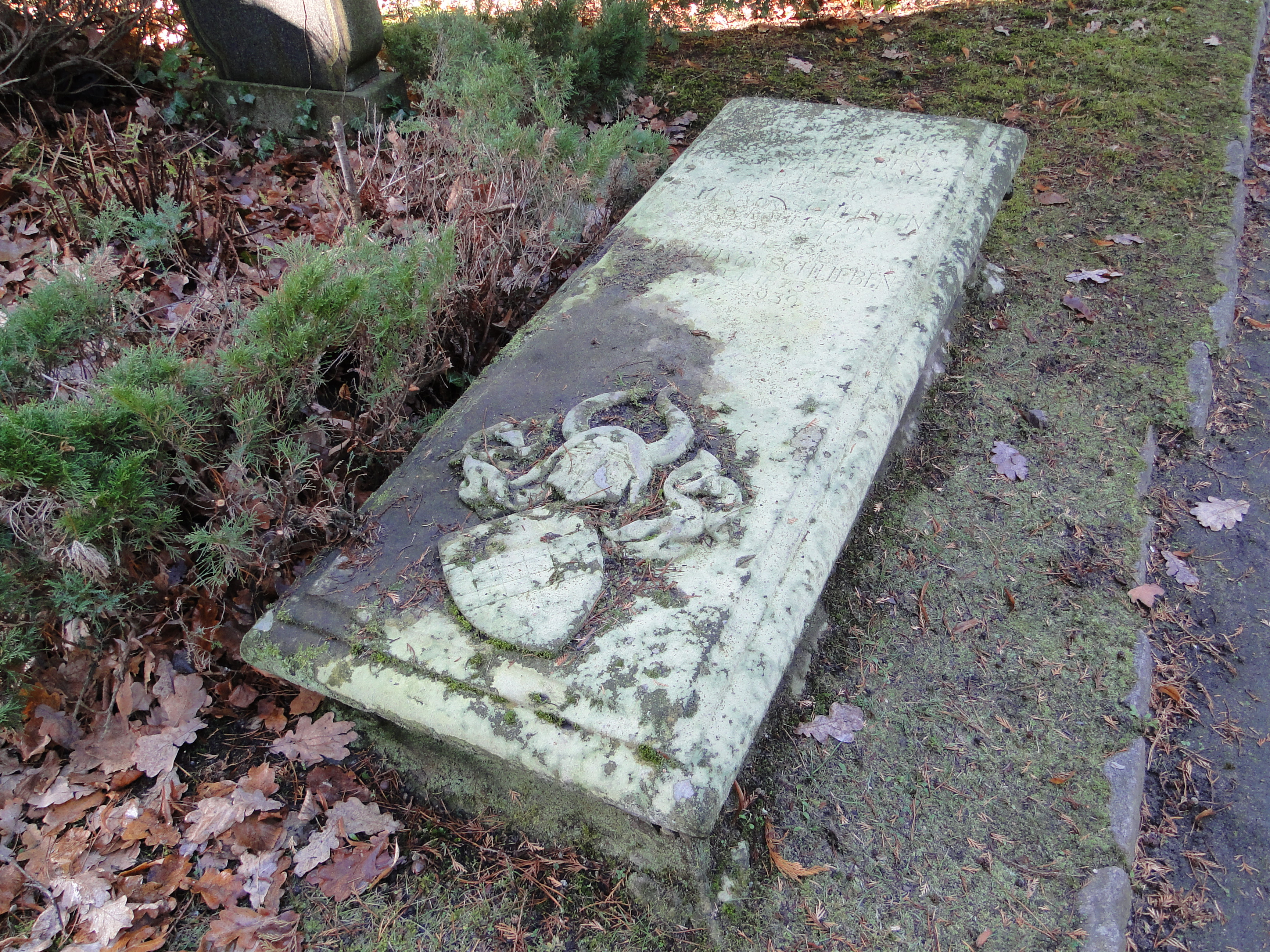
Gertrud von Schliebens Grab auf dem Johannisfriedhof in Dresden

Gertrud von Schlieben wurde als Tochter des Offiziers Georg von Schlieben (1843–1906) in Dresden geboren. Hier verbrachte sie ihre Kindheit und zog im Alter von zehn Jahren nach Berlin, wo sie bis 1893 lebte. An beiden Orten besuchte sie höhere Töchterschulen. Durch die diplomatische Tätigkeit des Vaters als sächsischer Bevollmächtigter beim Bundesrat wurde sie aber auch in die Berliner Hofgesellschaft eingeführt und lernte zahlreiche Wissenschaftler, Künstler und Adlige ihrer Zeit persönlich kennen. Sie selbst wandte sich der Porträtmalerei zu.
Die Familie kehrte 1893 nach Dresden zurück, wo sie sich mit der Zeit aus dem gesellschaftlichen Leben zurückzog. Nach dem Tod des Vaters 1906 widmete sich von Schlieben erster schriftstellerischer Arbeit. Ihr erster Gedichtband erschien 1908.
Im Jahr 1911 heiratete sie den Schriftsteller Dr. Otto Borngräber. Die Ehe wurde bereits 1913 wieder geschieden. Gertrud von Schlieben nahm anschließend wieder ihren Geburtsnamen an. Rudi Stephan vertonte zwischen 1913 und 1914 sechs ihrer Gedichte unter dem Titel Ich will dir singen ein Hohelied.
Gertrud von Schlieben verstarb 1939 in Dresden und wurde auf dem Johannisfriedhof beigesetzt.

## Werke
- Vom Baum des Lebens. Gedichte. Verlag für Literatur, Kunst und Musik, Leipzig 1908.
- Schattenrisse. Neue Gedichte. Marquardt, Berlin 1909.
- Hohelieder an den Unbekannten. Verlag Neues Leben, Berlin 1911.
- Die goldene Kugel und andere Phantasien und Märchen. Sturm, Dresden 1914.
- Froh und Freya. Ein Kranz Kriegsgedichte. Hänsel, Dresden 1915.
- Das deutsche Siegvertrauen. Heimatdichter-Verlag, Dresden 1917. (Kriegsdichtungen aus dem Sachsenlande 1914/1916, Heft 6)
- Sonnensucht. Sonnenglaube. Sächsischer Heimatdichter-Verlag, Dresden 1918. (Digitalisat)
- Aus Deutschlands Schicksalsstunden. November 1918. Zeitgedichte. Pförtzsch, Dresden 1918.
- Das Schwert Sankt Georgs. Neue Zeitgedichte. Pförtzsch, Dresden 1919.